# Ken Baird
Ken Baird is een Canadese muziekgroep, die progressieve rock speelt. De band is geformeerd rond de leider Ken Baird, die zingt en toetsinstrumenten bespeelt. Deze inwoner van Dundas nabij Hamilton (Ontario) begint met piano te spelen als hij 14 jaar oud is en heeft muziek gestudeerd aan de McMaster University in Hamilton. Hij speelde met talloze plaatselijk bekende musici. Hij speelde in Perpetual Angelus en nam daarmee een album op (1994)  en ook in rockband Eden Hill.
De uit Ontario afkomstige band speelde eerst op Mike Oldfield gelijkende muziek, maar heeft door het toevoegen van Genesis- en Renaissance-invloeden een eigen stijl ontwikkeld.

## Discografie
- 1996: August
- 1998: Fields
- 2000: Orion
- 2004: Martin Road
- 2009: Further Out